# Lóránt Vincze
Lóránt Vincze (n. 3 noiembrie 1977, Târgu Mureș, România) este un politician român a fost ales în 2019 și reales în 2024 membru al Parlamentului European pentru România din partea Uniunii Democrate Maghiare din România (UDMR).
Vincze aparține minorității maghiare din România și este, de asemenea, președintele Uniunii Federale a Naționalităților Europene (FUEN).